# ジェンナーロ・パピ
ジェンナーロ・パピ（Gennaro Papi, 1886年12月21日 - 1941年11月28日）は、イタリア出身の指揮者。
ナポリの生まれ。
地元の音楽院でカミロ・デ・ナルディスに音楽理論を学び、1906年にナルディスの推挙によりサン・セヴェーロの合唱団の指揮者となった。1910年にミラノでヴェルディの《椿姫》の上演を指揮してからクレオフォンテ・カンパニーニのアシスタントに抜擢され、オペラ指揮者の経歴を歩むようになった。1912年にはアルトゥーロ・トスカニーニのアシスタントとしてアルゼンチン旅行に帯同し、そのままトスカニーニの下で働くようになった。1913年にはトスカニーニがメトロポリタン歌劇場の首席指揮者に就任したのを受けてアメリカに活動の拠点を移した。1915年にトスカニーニがメトロポリタン歌劇場の首席指揮者の座を辞任すると、その後任としてイタリア・オペラ担当の首席指揮者に就任し、亡くなるまで務めた。
ニューヨークの自宅のアパートで急逝したが、その日はヴェルディの《椿姫》の指揮をする予定であったという。
パピの急死を受けて、同僚のエットーレ・パニッツァが代役で振り、急場をしのいだ。